# Sarawa Kelden Yeshe Sengge
| Tibetische Bezeichnung                                     |
| ---------------------------------------------------------- |
| Wylie-Transliteration: zwa ra ba skal ldan ye shes seng ge |

Sarawa Kelden Yeshe Sengge (tibetisch : Wylie zwa ra ba skal ldan ye shes seng ge; † 1207) war der Gründer der Yasang-Kagyü-Schule, einer der sogenannten „acht kleineren Schulen“ der Kagyü-Tradition des tibetischen Buddhismus (Vajrayana). Es stammt aus Möngar (mon 'gar) im Westen des Kreises Nêdong in Shannan in Tibet. In seiner Jugend arbeitete er als Schafhirte. Er war ein Schüler von Phagmodrupa (tibetisch : Wylie phag mo gru pa). Später gründete er das Sara-Kloster (tibetisch : Wylie zwa ra dgon pa, chinesisch 索热寺/索熱寺, W.-G. Suore si, chinesisch 萨惹寺, W.-G. Sare si usw.) und nahm Schüler auf. Sein Schüler Chökyi Mönlam (tibetisch : Wylie chos kyi smon lam) gründete das Yasang-Kloster (tibetisch : Wylie g.ya' bzang dgon pa), sodass die Gründung der Tradition häufig ihm statt Sarawa zugeschrieben wird.